# Campeonato da Europa de Atletismo de 2016 - Salto em altura masculino
A prova do salto em altura masculino do Campeonato da Europa de Atletismo de 2016 foi disputada entre os dias 9 e 10 de julho de 2016 no Estádio Olímpico de Amsterdã em Amesterdão,  nos Países Baixos. 

## Recordes
Antes desta competição, os recordes mundiais e do campeonato nesta prova eram os seguintes:
|                       | Nome                            | Nacionalidade  | Altura  | Local                 | Data                                   |
| --------------------- | ------------------------------- | -------------- | ------- | --------------------- | -------------------------------------- |
| Recorde mundial       | Javier Sotomayor                | Cuba           | 2m 45cm | Salamanca             | 27 de julho de 1993                    |
| Recorde do campeonato | Andrey Silnov                   | Rússia         | 2m 36cm | Gotemburgo            | 9 de agosto de 2006                    |
| Recorde europeu       | Patrik SjöbergBohdan Bondarenko | Suécia Ucrânia | 2m 42cm | Estocolmo Nova Iorque | 30 de junho de 198714 de junho de 2014 |

## Medalhistas
| Ouro                    | Prata                | Bronze                               |
| Gianmarco Tamberi (ITA) | Robbie Grabarz (GBR) | Chris Baker (GBR) · Eike Onnen (GER) |

## Cronograma
Todos os horários são locais (UTC+2).
| Data        | Hora  | Evento       |
| ----------- | ----- | ------------ |
| 9 de julho  | 14:10 | Qualificação |
| 10 de julho | 17:00 | Final        |

## Resultados

### Qualificação

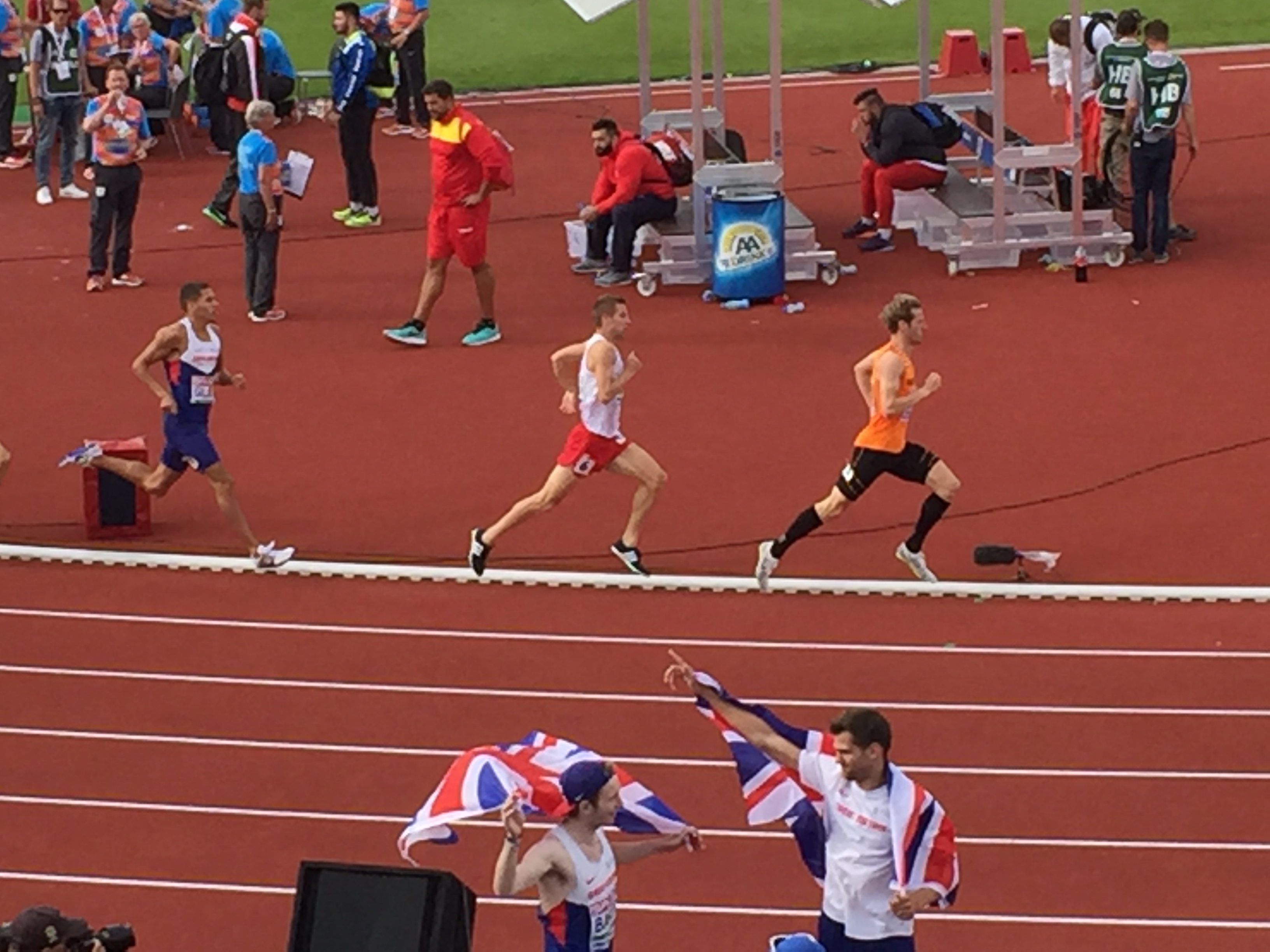
Os medalhistas britânicos na frente

Qualificação: Desempenho de 2.25 m (Q) ou os 12 melhores qualificados (q).
| Posição | Grupo | Atleta                 | Nacionalidade | 2.09 | 2.14 | 2.19 | 2.23 | 2.25 | Resultados | Notas |
| ------- | ----- | ---------------------- | ------------- | ---- | ---- | ---- | ---- | ---- | ---------- | ----- |
| 1       | A     | Miguel Ángel Sancho    | Espanha       | o    | o    | o    | o    | o    | 2.25       | Q,    |
| 1       | A     | Eike Onnen             | Alemanha      | –    | o    | o    | o    | o    | 2.25       | Q     |
| 1       | A     | Robbie Grabarz         | Grã-Bretanha  | –    | –    | o    | o    | o    | 2.25       | Q     |
| 1       | B     | Chris Baker            | Grã-Bretanha  | –    | o    | o    | o    | o    | 2.25       | Q     |
| 1       | B     | Gianmarco Tamberi      | Itália        | –    | –    | o    | o    | o    | 2.25       | Q     |
| 6       | A     | Jaroslav Bába          | Chéquia       | –    | o    | xo   | o    | o    | 2.25       | Q     |
| 6       | A     | Dimitrios Hondrokoukis | Chipre        | –    | xo   | o    | o    | o    | 2.25       | Q, =  |
| 8       | A     | Vasilios Constantinou  | Chipre        | –    | xo   | o    | xo   | o    | 2.25       | Q, =  |
| 9       | B     | Andrii Protsenko       | Ucrânia       | o    | o    | o    | xxo  | xo   | 2.25       | Q     |
| 10      | B     | Kyriakos Ioannou       | Chipre        | –    | –    | o    | o    | xxo  | 2.25       | Q     |
| 10      | B     | Tihomir Ivanov         | Bulgária      | –    | o    | o    | o    | xxo  | 2.25       | Q     |
| 12      | A     | Konstadinos Baniotis   | Grécia        | –    | xo   | o    | o    | xxo  | 2.25       | Q     |
| 13      | A     | Dmitriy Kroyter        | Israel        | o    | o    | o    | o    | xxx  | 2.23       | =     |
| 13      | A     | Eugenio Rossi          | San Marino    | –    | –    | o    | o    | xxx  | 2.23       |       |
| 15      | B     | Matúš Bubeník          | Eslováquia    | o    | o    | o    | xo   | xxx  | 2.23       |       |
| 16      | B     | Sylwester Bednarek     | Polónia       | –    | o    | xo   | xo   | xxx  | 2.23       |       |
| 17      | A     | Raivydas Stanys        | Lituânia      | o    | o    | o    | xxo  | xxx  | 2.23       |       |
| 18      | A     | Yuriy Krymarenko       | Ucrânia       | o    | xo   | o    | xxo  | xxx  | 2.23       |       |
| 19      | A     | Pavel Seliverstau      | Bielorrússia  | –    | o    | o    | xxx  |      | 2.19       |       |
| 19      | B     | Simón Siverio          | Espanha       | o    | o    | o    | xx–  | x    | 2.19       |       |
| 21      | B     | Dmytro Yakovenko       | Ucrânia       | o    | o    | xo   | xxx  |      | 2.19       |       |
| 22      | B     | Barry Pender           | Irlanda       | o    | xo   | xxx  |      |      | 2.14       |       |
| 23      | B     | Dzmitry Nabokau        | Bielorrússia  | xo   | xxx  |      |      |      | 2.09       |       |

### Final
| Posição           | Atleta                 | Nacionalidade | 2.19 | 2.24 | 2.29 | 2.32 | 2.40 | Resultados | Notas           |
| ----------------- | ---------------------- | ------------- | ---- | ---- | ---- | ---- | ---- | ---------- | --------------- |
| Medalha de ouro   | Gianmarco Tamberi      | Itália        | o    | o    | o    | o    | xxx  | 2.32       |                 |
| Medalha de prata  | Robbie Grabarz         | Grã-Bretanha  | o    | xo   | o    | xxx  |      | 2.29       |                 |
| Medalha de bronze | Chris Baker            | Grã-Bretanha  | o    | o    | xo   | xxx  |      | 2.29       | Recorde pessoal |
| Medalha de bronze | Eike Onnen             | Alemanha      | o    | o    | xo   | xxx  |      | 2.29       |                 |
| 5                 | Tihomir Ivanov         | Bulgária      | o    | o    | xxx  |      |      | 2.24       |                 |
| 6                 | Konstadinos Baniotis   | Grécia        | xxo  | o    | xxx  |      |      | 2.24       |                 |
| 7                 | Jaroslav Bába          | Chéquia       | o    | xo   | xx-  | x    |      | 2.24       |                 |
| 7                 | Dimitrios Hondrokoukis | Chipre        | o    | xo   | xx-  | x    |      | 2.24       |                 |
| 9                 | Vasilios Constantinou  | Chipre        | o    | xxo  | xxx  |      |      | 2.24       |                 |
| 9                 | Andrii Protsenko       | Ucrânia       | o    | xxo  | xx   |      |      | 2.24       |                 |
| 10 !              | Kyriakos Ioannou       | Chipre        | –    | –    | xxx  |      |      | NM         |                 |
| 10 !              | Miguel Ángel Sancho    | Espanha       | xxx  |      |      |      |      | NM         |                 |

Legenda
| Recorde mundial       | Recorde mundial (World record)               |                       | Recorde africano                      | Recorde africano (African) |                                           | Q | Classificado por posição (Qualified) |
| Recorde do campeonato | Recorde do campeonato (Championship record)  | Recorde da América    | Recorde da América (Americas)         | q                          | Classificado por melhor tempo (Qualified) |   |                                      |
| Melhor marca do ano   | Melhor marca do ano (World leading)          | Recorde asiático      | Recorde asiático (Asian)              | DNS                        | Não largou (Did not start)                |   |                                      |
| Recorde nacional      | Recorde nacional (National record)           | Recorde europeu       | Recorde europeu (European)            | DNF                        | Não terminou (Did not finish)             |   |                                      |
| Recorde pessoal       | Recorde pessoal do atleta (Personal best)    | Recorde da Oceania    | Recorde da Oceania (Oceania)          | DSQ / DQ                   | Desclassificado (Disqualified)            |   |                                      |
| Recorde da temporada  | Recorde da temporada do atleta (Season best) | Recorde sul-americano | Recorde sul-americano (South America) | NM                         | Sem marca (No mark)                       |   |                                      |